# أبو قلابة الجرمي
أبو قِلَابَة عبد الله بن زيد الجرمي البصري، تابعي، وراوي حديث نبوي ثقة، وفقيه، توفي سنة 104 هـ وقيل بعدها.

## سيرته
هو عبد الله بن زيد بن عمرو ويقال عامر بن نابل بن مالك بن عبيد بن علقمة بن سعد أبو قلابة الجرمي، وهُوَ ابْن أَخِي أَبِي المهلب الجرمي. مولده بالبصرة، وقدم الشام، ونزل داريا، وسكن بِهَا عِنْدَ ابْن عمه بيهس بْن صهيب بْن عَامِر بْن ناتل. ذكره ابن سعد البغدادي في الطبقة الثانية من أهل البصرة، وقال: «كان ثقة كثير الحديث وكان ديوانه بالشام»، قال مالك بن أنس: «مَاتَ ابْن المُسَيَّب، والقاسم ولَمْ يتركوا كتبًا، ومَاتَ أَبُو قلابة فبلغني أَنَّهُ ترك حمل بغل كتبًا.»، وذُكِرَ أَبُو قلابة عِنْدَ محمد بن سيرين، فَقَالَ: «ذاك أَخِي حقا». عُرض عليه أن يكون قاضيًا بالعراق عندما كان عمره 50 سنة؛ فرفض وسافر إلى الشام. أخذ عليه بعض العلماء أنه كان فيه نصب خفيف، وكان يحمل على علي بن أبي طالب.
أدرك خلافة عمر بن عبد العزيز، وقدم مصر فِي زمن عبد العزيز بن مروان، وتوفي بالشام سنة 104 هـ، وقيل 105 هـ أو 106 هـ أو 107 هـ، روى له الجماعة.

## روايته للحديث النبوي
- روى عن: أنس بن مالك، وأنس بْن مَالِك الكعبي، وثابت بْن الضحاك الأَنْصارِيّ، وجَعْفَر بْن عَمْرو بْن أمية الضمري، وحذيفة بن اليمان مرسل، وخالد بْن اللجلاج، وزهدم بْن مضرب الجرمي، وسالم بن عبد الله بن عمر بن الخطاب، وسمرة بن جندب، وعبد الله بن عباس، وقيل: لَمْ يسمع منه، وعبد الله بن عمر بن الخطاب، وعبد الله بن محيريز الجمحي، وعَبْد اللَّهِ بن يزيد لأضيع عَائِشَة، وعبد الرَّحمَنِ بْن الْحَارِث بْن هِشَام، وعَبْد الرَّحْمَنِ بْن شَيْبَة بْن عُثْمَان العبدري، وعبد الرحمن بن أبي ليلى، وعَبْد الرَّحْمَنِ بْن محيريز الجمحي، وعمر بن الخطاب - ولم يدركه - وأبي يزيد عَمْرو بْن أخطب الأَنْصارِيّ، وعَمْرو بْن أمية الضمري - عَلَى خلاف فِيهِ - وعَمْرو بْن بجدان العامري الفقعسي، وعَمْرو بْن سلمة الجرمي، وعنبسة بن سعيد بن العاص الأموي، وقبيصة بن ذؤيب، وقبيصة بن المخارق الهلالي، ومَالِك بْن الحويرث الليثي، ومُحَمَّد بْن أَبي عَائِشَة، ومعاوية بن أبي سفيان، والنعمان بن بشير، وهشام بن عامر الأَنْصارِيّ، وهلال بْن عَامِر البَصْرِيّ، وأبي إدريس الخولاني، وأبي أسماء الرحبي، وأبي الأشعث الصنعاني، وأبي صَالِح مولى أم هاني، وأبي مُسْلِم الجليلي معلم كعب الأحبار، وأبي المليح بْن أُسَامَة الهذلي، وأبي المهاجر، وعمه أَبِي المهلب الجرمي، وأبي هريرة، وقيل: لَمْ يسمع منه، وزينب بنت أم سلمة، وعائشة بنت أبي بكر، ويُقال: مرسل، ومعاذة العدوية.
- روى عنه: أشعث بْن عَبْد الرحمن الجرمي، وأيوب السختياني، وثابت البناني، وحسان بن عطية، وحميد الطويل، وخالد الحذاء، وداود بن أبي هند دينار القشيري، وأَبُو رجاء سلمان مولى أبي قلابة، وسُلَيْمان بن داود الخولاني، وأَبُو عَامِر صَالِح بْن رستم الخزاز، وعاصم الأحول، وعلي بْن أَبي حملة، وعَمْرو بْن ميمون بْن مهران، وعِمْران بْن حدير، وغيلان بن جرير، وقتادة بن دعامة، وقيل: لَمْ يسمع منه، وأَبُو غفار المثنى بْن سَعِيد الطائي، وميمون القناد، ويحيى بن أبي كثير، ويزيد بْن أَبي مريم الأَنْصارِيّ الشامي.[1]
- الجرح والتعديل: قال أبو زرعة الرازي: «لم يسمع أبي قلابة من علي ولا من عبد الله بن عمر»، وقال أبو حاتم الرازي: «لم يسمع من أبي زيد عمرو بن أخطب ولا يعرف له تدليس»، وقال ابن خراش: «ثقة»،[2] قال أيوب السختياني: «كَانَ والله من الْفُقَهَاء ذوي الألباب.»، وَقَال العجلي: «بصري، تابعي، ثقة، وكَانَ يحمل عَلَى عَلِي، ولَمْ يرو عَنْهُ شَيْئًا، ولَمْ يسمع من ثوبان شَيْئًا»، روى له الجماعة.[1]